# توموکو ناکاجیما
توموکو ناکاجیما (انگلیسی: Tomoko Nakajima؛ زادهٔ ۵ ژوئن ۱۹۷۱) هنرپیشهٔ اهل ژاپن است که برندهٔ جایزهٔ بهترین بازیگر نقش مکمل زن جشنواره فیلم یوکوهاما شده‌است.
از فیلم‌ها یا برنامه‌های تلویزیونی که وی در آن نقش داشته است می‌توان به سریال از سرزمین شمالی ۱۹۸۱تا ۲۰۰۲ 